# Mouhamadou-Naby Sarr
Mouhamadou-Naby Sarr (Marsiglia, 13 agosto 1993) è un calciatore francese naturalizzato senegalese, difensore dell'Al-Markhiya.

## Biografia
Nato in Francia, suo padre è l'ex calciatore Boubacar Sarr.
Francese di nascita, grazie al padre possiede anche la nazionalità senegalese.

## Carriera

### Club
Dopo aver giocato nelle giovanili del Paris Saint-Germain, dal 2008 milita nelle giovanili del Lione per poi passare in prima squadra nel 2011.
Sarr esordì in prima squadra il 6 dicembre 2012, nella gara di UEFA Europa League 2012-2013 contro gli israeliani dell'Ironi K. Shmona valida per l'ultima giornata della fase a gironi: l'esordio fu bagnato dal gol di testa su assist di Michel Bastos che sbloccò l'incontro; quella rimase l'unica presenza stagionale. Nella stagione successiva esordì anche in Ligue 1 giocando titolare la gara casalinga contro il Bordeaux; giocò poi due partite in Europa League: contro il HNK Rijeka (1-1) e Čornomorec' (0-0).
. Cconcluse la stagione con appena quattro presenze, due in campionato e due in Europa League
Nell'estate del 2014 fu quindi venduto ai portoghesi dello Sporting Lisbona: subito schierato titolare dal tecnico Marco Silva, tanto da debuttare immediatamente alla prima giornata di Primeira Liga contro l'Académica, da dicembre in poi, dopo aver collezionato otto presenze (su dieci) in campionato e quattro (su sei) in Champions League, fu relegato ai margini della rosa, tanto da essere schierato persino con la formazione riserve in Segunda Liga A fine stagione, pur senza mai scendere in campo nella competizione, conquistò la Coppa del Portogallo.
Nell'estate successiva va quindi in Inghilterra con il Charlton formazione di Championship; l'inizio non è dei migliori, con Sarr che non trova il posto da titolare fino all'esordio avvenuto solo alla settima giornata contro l'Huddersfield Town, gara in cui trova anche il gol (unica rete stagionale) che non evita la sconfitta. A fine stagione Sarr ha totalizzato appena 12 presenze in campionato e la squadra è addirittura retrocessa in terza serie.
Nell'estate del 2016 passa così in prestito al Red Star, club della seconda serie francese: inizialmente titolare, da metà dicembre finisce ai margini della prima squadra, ritrovando il posto da titolare solo a fine stagione, totalizzando 22 presenze in campionato; da segnalare la sua prima doppietta messa a segno nella gara pareggiata 3-3 contro il Nîmes, valida per l'undicesima giornata di campionato. A fine stagione i Red Star retrocedono in terza serie: per Sarr è la seconda retrocessione consecutiva.
Finito il prestito, torna al Charlton: anche nella terza serie inglese fatica a trovare il posto da titolare, collezionando appena sedici presenze su 46 (alcune delle quali dalla panchina) nella stagione 2017-2018. La musica cambia nella stagione successiva, quando Sarr diventa titolare e aiutando a portare la sua squadra al terzo posto finale, che consentì al club la disputa dei play-off, che giocò sempre da titolare; qui nel ritorno del primo turno contro il Doncaster Sarr fu negativo protagonista di un errore dai tiri di rigore che comunque non pregiudicò il passaggio del Charlton in finale. La successiva vittoria nella finale di Wembley sancì per Sarr e il Charlton il ritorno in seconda serie, nonostante proprio Sarr fu sfortunato protagonista di un'autorete.
Col ritorno in Championship Sarr vide diminuire la sua presenza in campo, tanto da giocare titolare solo la metà delle gare ufficiali; a fine stagione il Charlton retrocesse nuovamente e Sarr a settembre 2020 si trasferì all'Huddersfield Town, club di Championship contro cui cinque anni prima aveva segnato la sua prima rete in campionato. Con la nuova maglia Sarr ritrovò quasi subito continuità di rendimento, esordendo alla quarta giornata contro il Template:Calcio Rotherham. Il 21 novembre 2020 trovò la sua prima rete in campionato con la maglia dell'Huddersfield Town, nella sconfitta per 4-3 contro lo Stoke City

### Nazionale
Partecipa ai Mondiali Under-20 del 2013, giocando due gare della fase a gironi. Gioca anche nella partita vinta per 4-1 contro la Turchia negli ottavi di finale e nella gara vinta 2-1 contro il Ghana nelle semifinali. Il 13 luglio 2013 Sarr si laurea campione del mondo Under-20, battendo con la sua nazionale i pari età uruguaiani ai rigori.
Dopo non essere mai stato chiamato dalla nazionale maggiore francese, il 2 novembre 2019 riceve la sua prima chiamata dal Senegal, nazionale delle sue origini, senza tuttavia mai esordire in gare ufficiali.

## Statistiche

### Presenze e reti nei club
Statistiche aggiornate al 5 marzo 2021.
| Stagione                 | Squadra                  | Campionato               | Campionato | Campionato | Coppe nazionali | Coppe nazionali | Coppe nazionali | Coppe continentali | Coppe continentali | Coppe continentali | Altre coppe | Altre coppe | Altre coppe | Totale | Totale |
| Stagione                 | Squadra                  | Comp                     | Pres       | Reti       | Comp            | Pres            | Reti            | Comp               | Pres               | Reti               | Comp        | Pres        | Reti        | Pres   | Reti   |
| ------------------------ | ------------------------ | ------------------------ | ---------- | ---------- | --------------- | --------------- | --------------- | ------------------ | ------------------ | ------------------ | ----------- | ----------- | ----------- | ------ | ------ |
| 2012-2013                | O. Lione                 | L1                       | 0          | 0          | -               | -               | -               | UEL                | 1                  | 1                  | -           | -           | -           | 1      | 1      |
| 2013-2014                | O. Lione                 | L1                       | 2          | 0          | -               | -               | -               | UEL                | 2                  | 0                  | -           | -           | -           | 4      | 0      |
| Totale O. Lione          | Totale O. Lione          | Totale O. Lione          | 2          | 0          |                 |                 |                 |                    | 3                  | 1                  |             | -           | -           | 5      | 1      |
| 2014-2015                | Sporting Lisbona         | PL                       | 8          | 0          | -               | -               | -               | UCL                | 4                  | 1                  | -           | -           | -           | 12     | 1      |
| 2015-2016                | Charlton                 | FLC                      | 12         | 1          | CI+CdL          | 1+3             | 0+1             | -                  | -                  | -                  | -           | -           | 0           | 16     | 2      |
| 2016-2017                | Red Star                 | L2                       | 22         | 2          | CF+CdL          | 0+1             | 0+0             | -                  | -                  | -                  | -           | -           | -           | 23     | 2      |
| 2017–2018                | Charlton                 | FL1                      | 18+1       | 0          | CI+CdL          | 2+2             | 0+0             | -                  | -                  | -                  | EFL         | 2           | 0           | 25     | 0      |
| 2018-2019                | Charlton                 | FL1                      | 36+3       | 2          | CI+CdL          | 3+0             | 0+0             | -                  | -                  | -                  | EFL         | 2           | 1           | 44     | 3      |
| 2019-2020                | Charlton                 | FLC                      | 29         | 3          | CI+CdL          | 1+1             | 0+0             | -                  | -                  | -                  | -           | -           | -           | 31     | 3      |
| Totale Charlton          | Totale Charlton          | Totale Charlton          | 99         | 6          |                 | 13              | 1               |                    |                    |                    |             | 4           | 1           | 116    | 8      |
| 2020-2021                | Huddersfield Town        | FLC                      | 41         | 4          | CI+CdL          | 0+0             | 0+0             | -                  | -                  | -                  | -           | -           | -           | 41     | 4      |
| 2021-2022                | Huddersfield Town        | FLC                      | 13         | 1          | CI+CdL          | 2+1             | 0+0             | -                  | -                  | -                  | -           | -           | -           | 16     | 1      |
| Totale Huddersfield Town | Totale Huddersfield Town | Totale Huddersfield Town | 54         | 5          |                 | 3               | 0               |                    |                    |                    |             |             |             | 57     | 5      |
| Totale carriera          | Totale carriera          | Totale carriera          | 185        | 13         |                 | 17              | 1               |                    | 4                  | 1                  |             | -           | -           | 202    | 15     |

### Cronologia delle presenze e reti in nazionale
| Cronologia completa delle presenze e delle reti in nazionale ― Francia under 21 | Cronologia completa delle presenze e delle reti in nazionale ― Francia under 21 | Cronologia completa delle presenze e delle reti in nazionale ― Francia under 21 | Cronologia completa delle presenze e delle reti in nazionale ― Francia under 21 | Cronologia completa delle presenze e delle reti in nazionale ― Francia under 21 | Cronologia completa delle presenze e delle reti in nazionale ― Francia under 21 | Cronologia completa delle presenze e delle reti in nazionale ― Francia under 21 | Cronologia completa delle presenze e delle reti in nazionale ― Francia under 21 |
| Data                                                                            | Città                                                                           | In casa                                                                         | Risultato                                                                       | Ospiti                                                                          | Competizione                                                                    | Reti                                                                            | Note                                                                            |
| ------------------------------------------------------------------------------- | ------------------------------------------------------------------------------- | ------------------------------------------------------------------------------- | ------------------------------------------------------------------------------- | ------------------------------------------------------------------------------- | ------------------------------------------------------------------------------- | ------------------------------------------------------------------------------- | ------------------------------------------------------------------------------- |
| 14-11-2013                                                                      | Stade de France                                                                 | Francia under 21                                                                | 6 – 0                                                                           | Armenia under 21                                                                | Qual. Europeo Under-21 2015                                                     | -                                                                               | 35’                                                                             |
| 18-11-2013                                                                      | Stade de France                                                                 | Francia under 21                                                                | 1 – 1                                                                           | Paesi Bassi under 21                                                            | Amichevole                                                                      | -                                                                               | 70’                                                                             |
| Totale                                                                          |                                                                                 | Presenze                                                                        | 2                                                                               |                                                                                 | Reti                                                                            | 0                                                                               |                                                                                 |

| Cronologia completa delle presenze e delle reti in nazionale ― Francia under 20 | Cronologia completa delle presenze e delle reti in nazionale ― Francia under 20 | Cronologia completa delle presenze e delle reti in nazionale ― Francia under 20 | Cronologia completa delle presenze e delle reti in nazionale ― Francia under 20 | Cronologia completa delle presenze e delle reti in nazionale ― Francia under 20 | Cronologia completa delle presenze e delle reti in nazionale ― Francia under 20 | Cronologia completa delle presenze e delle reti in nazionale ― Francia under 20 | Cronologia completa delle presenze e delle reti in nazionale ― Francia under 20 |
| Data                                                                            | Città                                                                           | In casa                                                                         | Risultato                                                                       | Ospiti                                                                          | Competizione                                                                    | Reti                                                                            | Note                                                                            |
| ------------------------------------------------------------------------------- | ------------------------------------------------------------------------------- | ------------------------------------------------------------------------------- | ------------------------------------------------------------------------------- | ------------------------------------------------------------------------------- | ------------------------------------------------------------------------------- | ------------------------------------------------------------------------------- | ------------------------------------------------------------------------------- |
| 13-11-2012                                                                      | Créteil                                                                         | Francia under 20                                                                | 2 – 1                                                                           | Ucraina under 20                                                                | Amichevole                                                                      | -                                                                               |                                                                                 |
| 11-6-2013                                                                       | Romorantin-Lanthenay                                                            | Francia under 20                                                                | 3 – 1                                                                           | Grecia under 20                                                                 | Amichevole                                                                      | -                                                                               | 46’                                                                             |
| 14-6-2013                                                                       | Amiens                                                                          | Francia under 20                                                                | 2 – 2                                                                           | Colombia under 20                                                               | Amichevole                                                                      | -                                                                               |                                                                                 |
| 21-6-2013                                                                       | Istanbul                                                                        | Francia under 20                                                                | 3 – 1                                                                           | Ghana under 20                                                                  | Mondiali Under-20 2013 - 1º turno                                               | -                                                                               |                                                                                 |
| 24-6-2013                                                                       | Istanbul                                                                        | Francia under 20                                                                | 1 – 1                                                                           | Stati Uniti under 20                                                            | Mondiali Under-20 2013 - 1º turno                                               | -                                                                               | 84’                                                                             |
| 2-7-2013                                                                        | Gaziantep                                                                       | Francia under 20                                                                | 4 – 1                                                                           | Turchia under 20                                                                | Mondiali Under-20 2013 - Ottavi di finale                                       | -                                                                               |                                                                                 |
| 10-7-2013                                                                       | Bursa                                                                           | Francia under 20                                                                | 2 – 1                                                                           | Ghana under 20                                                                  | Mondiali Under-20 2013 - Semifinale                                             | -                                                                               | 82’                                                                             |
| 13-7-2013                                                                       | Istanbul                                                                        | Francia under 20                                                                | 4 – 1                                                                           | Uruguay under 20                                                                | Mondiali Under-20 2013 - Finale                                                 | -                                                                               |                                                                                 |
| 21-5-2014                                                                       | Tolone                                                                          | Francia under 20                                                                | 3 – 0                                                                           | Cile under 20                                                                   | Amichevole                                                                      | -                                                                               |                                                                                 |
| 23-5-2014                                                                       | Hyères                                                                          | Francia under 20                                                                | 1 – 1                                                                           | Cina under 20                                                                   | Amichevole                                                                      | -                                                                               | 66’                                                                             |
| 1-6-2014                                                                        | Avignone                                                                        | Francia under 20                                                                | 2 – 5                                                                           | Brasile under 20                                                                | Amichevole                                                                      | -                                                                               | 62’                                                                             |
| Totale                                                                          |                                                                                 | Presenze                                                                        | 11                                                                              |                                                                                 | Reti                                                                            | 0                                                                               |                                                                                 |

## Palmarès

### Club
- Coppa del Portogallo: 1

2014-2015

### Nazionale
- Campionato mondiale Under-20: 1

Turchia 2013